# Hovorodon santacruzensis
Hovorodon santacruzensis is een keversoort uit de familie van de boktorren (Cerambycidae). De wetenschappelijke naam van de soort werd voor het eerst geldig gepubliceerd in 2004 door Hovore & Santos-Silva.